# Penicillium purpureum
Penicillium purpureum är en svampart som beskrevs av Stolk & Samson 1972. Penicillium purpureum ingår i släktet Penicillium och familjen Trichocomaceae.   Inga underarter finns listade i Catalogue of Life.